# 토머스 브라운 (작가)

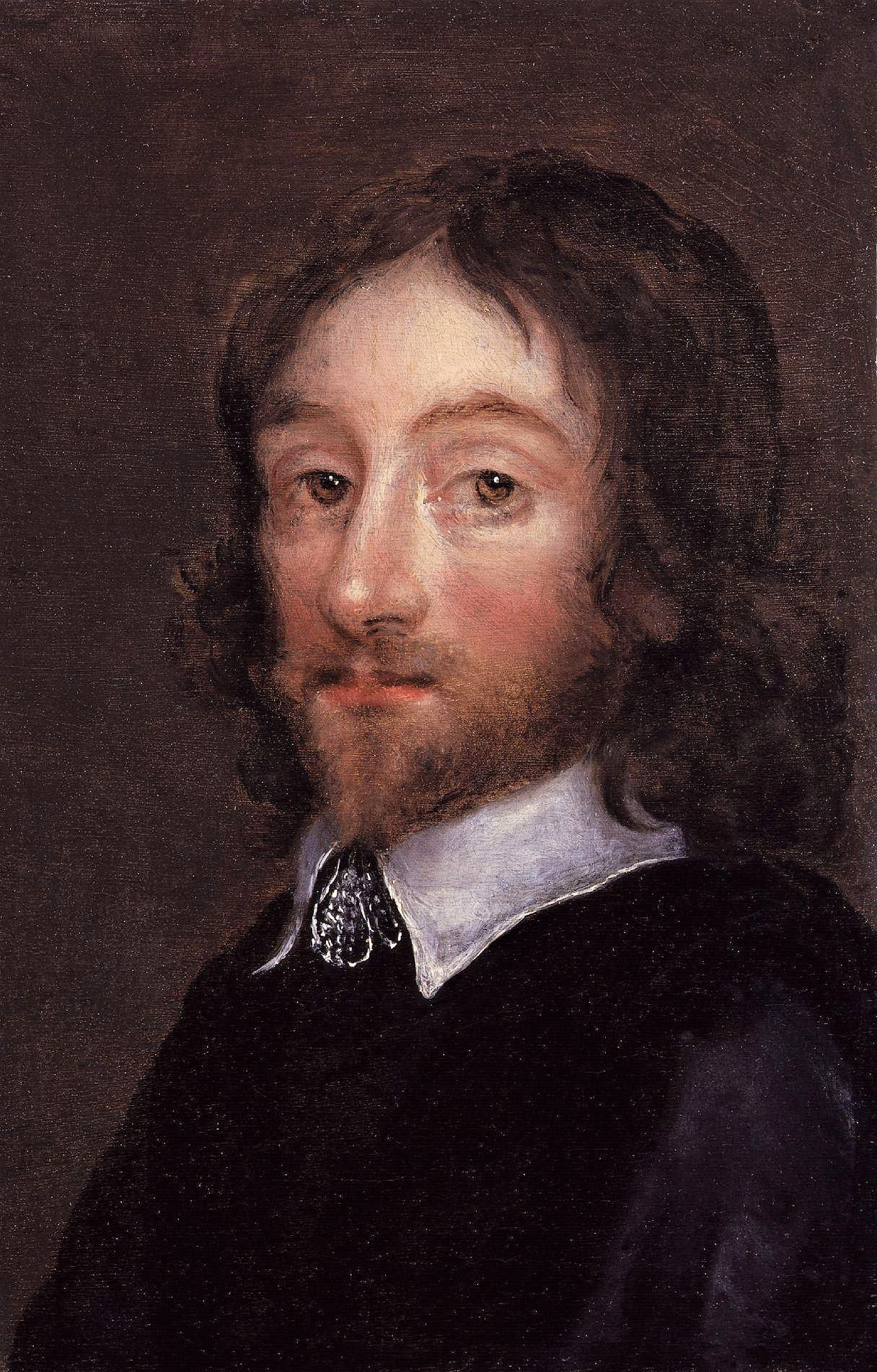
토마스 브라운의 초상화

토머스 브라운( Sir Thomas Browne, 1605년 10월 19일 ~ 1682년 10월 19일 )은 영국의 학자로 다양한 쟝르의 작품을 쓴 작가이다.   특히, 과학, 의학, 종교, 그리고 미학에까지의 영역에 많은 영향을 미쳤다.  그는 자연계에 대한 깊은 호기심을 나타내며 프랜시스 베이컨의 탐구에 의한 과학 혁명에 영향을 받았다.  그의 작품은 그의 성향의 영향을 받았지만, 풍부하고도 특유의 산문체로 바로크의 우아함을 정교하게 드러내었다.

## 작품

### 의사의 종교
이 작품은 그의 동료들에 의해 출판되기 전 이미 알려져 있었으며 1642년에 허가받지 않은 채 출간이 되었다.  이 저서에는 비정통적인 기독교관이 있었으며, 1643년이 되어서 정품이 출간되면서, 논쟁적인 부분은 제외되었다.

## 같이 보기
- 신플라톤주의
- 헤르메스주의